# Novi Gradac
Novi Gradac es una localidad de Croacia en el municipio de Gradina, condado de Virovitica-Podravina.

## Geografía
Se encuentra a una altitud de 101 m s. n. m. a 147 km de la capital nacional, Zagreb.

## Demografía
En el censo 2011 el total de población de la localidad fue de 167 habitantes.
| Gráfica de población de Novi Gradac 1857-2011                       |
|                                                                     |
| Según los censos de población de la oficina estadística de Croacia. |